# Francisco José de Bettencourt e Ávila
Francisco José de Bettencourt e Ávila   (Velas, 24 de Maio de 1827 – 16 de Julho de 1888) foi um grande proprietário rural na ilha de São Jorge (Açores), e o 1.º e único barão de Ribeiro. Dedicou-se à cultura da vinha.
Foi a seu mando que se edificou a segunda Ermida de Santo Cristo da Fajã das Almas dado que a primitiva ermida, mandada construir por Lucas de Matos Pereira no fim do século XVII, foi  destruída por incêndio no mês de Setembro de 1880.

## Biografia
Feito barão pelo Decreto de 3 de Junho de 1888, de D. Luís I de Portugal. Casou-se com Luísa Soares Teixeira (26 de Janeiro de 1832 -?).